# Unilateralism
Unilateralism (från latin: unus 'en' och latus 'sida') innebär ensidigt handlande. Unilateralism är en neologism som myntats som en antonym till multilateralism.